# Dmitri Joukov
Pour les articles homonymes, voir Joukov (homonymie).
Dmitri Alexandrovitch Joukov (en russe : Дмитрий Александрович Жуков), né le 15 janvier 1972 à Azov, dans l’oblast de Rostov, URSS, est un sculpteur russe connu pour son œuvre monumentale en métal forgé, membre de l’Union des peintres russes,,.

## Biographie
Dmitri Joukov est né à Azov en 1972, mais c'est à Saint-Pétersbourg que commence sa carrière artistique. Au début des années 2000, il entre à l’Académie nationale d'art et d'industrie Stiglietz où il étudie l’usinage des métaux. Depuis 2003, il participe aux expositions de l’Union des peintres russes. Dans l’année qui suit la soutenance de sa thèse, en 2007, Joukov obtient une subvention de l’État Muse de Saint-Pétersbourg et il organise sa première exposition personnelle dans la galerie ART re.FLEX en 2008. L’exposition a été plébiscitée par les critiques, et l’année suivante, Joukov rejoint l’Union des peintres. Pendant les années 2006—2008 il a enseigné au département du dessin de son alma mater,,.
Joukov habite et travaille dans l’écovillage de Nevo-Ecoville situé à 20 km de la ville Sortavala et appartenant formellement à la colonie Reuskula.

## Œuvre

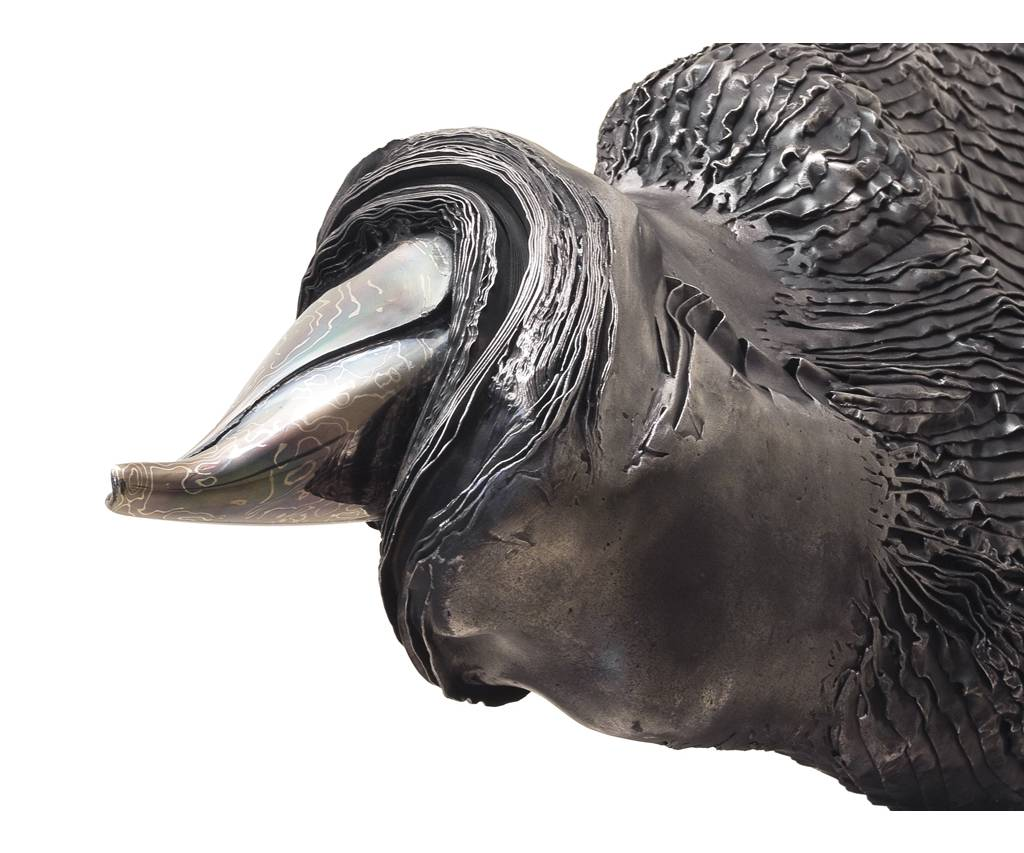
Nymphe noire. Acier, forgeage. 2008.

Parlant de son œuvre dans une interview accordée au magazine Monde du Métal, Joukov a mentionné avoir trouvé son style grâce à la « plasticité d’une rayure », c’est-à-dire, la création d’ouvrages de bandes modelées d’acier de Damas, et grâce au martelage, à la gravure industrielle et au bleuissage. Dans son compte rendu de la première exposition personnelle du sculpteur intitulée « Espace rayé », Sergueï Pavlov, employé du département de la sculpture du Musée Russe de Saint-Pétersbourg, a noté une transition de l’approche axée sur les signes, caractéristique de l’œuvre de Joukov des années 2005-2007 (étude des sujets de magie, de mythes et de légendes), à des formes plus abstraites dans ses œuvres postérieures,.

« Je fabriquait l’acier de Damas depuis longtemps. On demandait qu’il n y ait pas la moindre fêlure sur la surface. Et moi, j’aimais toujours les aspérités et les fêlures. »

— Dmitri Joukov sur sa méthode artistique

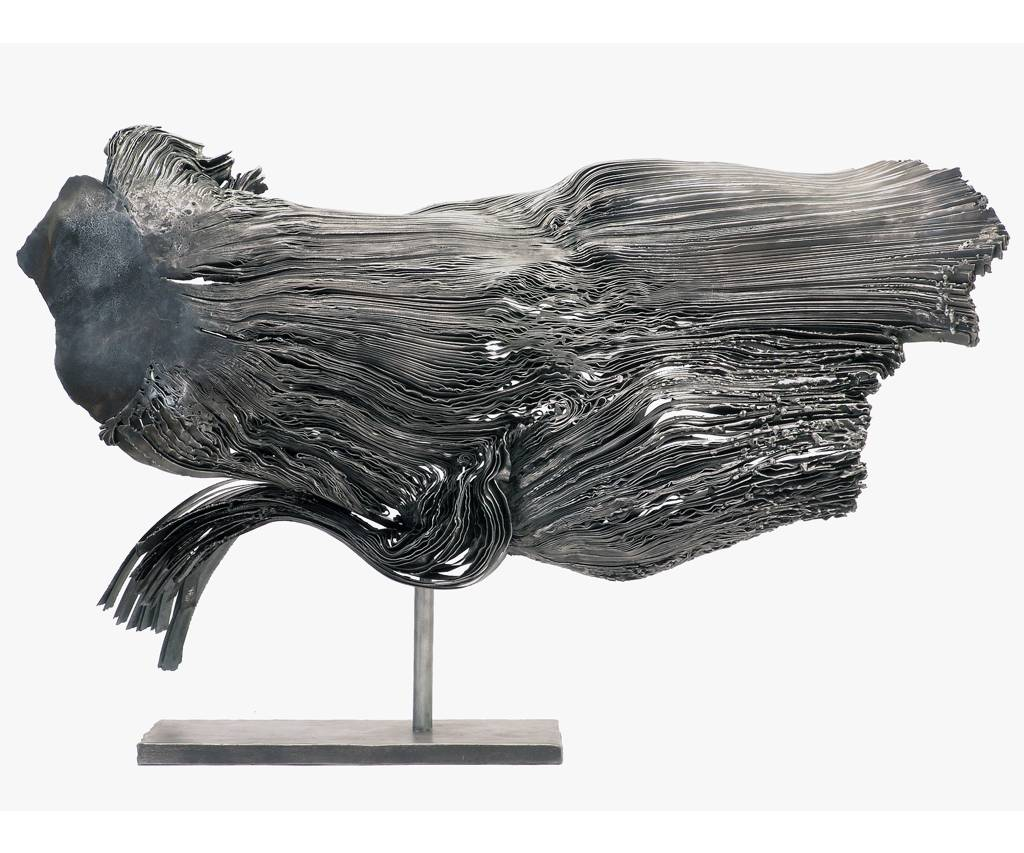
Retour d'Aphrodite. Acier, forgeage, 106 х 60 cm. 2006.

En 2008, en dehors de l’exposition personnelle du sculpteur, la galerie ART re.FLEX a présenté son projet ADN réalisé en collaboration avec le peintre Andreï Gorbunov. La série du projet Phases de désarchivage de l’ADN représente une interprétation artistique par le sculpteur des processus de mutation naturelle et modification génétique. D’après Joukov, en cultivant ses œuvres de bandes de métal, il essayait de montrer comment une matière vivante, qu’un observateur impartial parfois ne comprend pas, naît de certains symboles et signes,.
Pour l’ouverture du musée d’art contemporain Erarta, Joukov a créé 2 figures de 5 mètres nommées « Era » et « Arta» et installées sur le stylobate du musée. Ces sculptures allégoriques, qui font, d’après Mikhaïl Zolotonosov, critique artistique, une référence à la Victoire de Samothrace, devaient inaugurer une ère d’art. Deux autres objets abstraits créés par Joukov décorent l’entrée du musée,,.

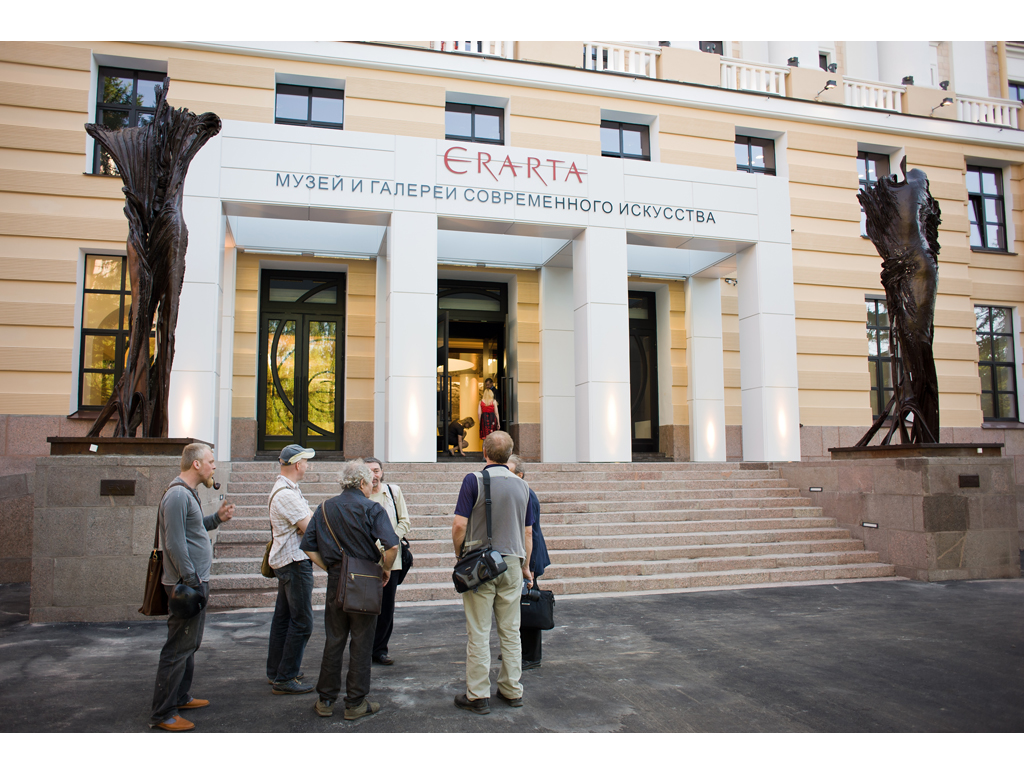
Sculptures Era et Art devant le musée « Erarta » à Saint-Pétersbourg. Acier, forgeage. 2009.

À la fin de l’année 2014, Joukov présente à la galerie ART re.FLEX son projet d’exposition Pour l’usage interne, privé exprès d’un texte d’accompagnement qui pourrait déranger la perception du visiteur. L’objet d’exposition Sans titre qui en fait partie participera plus tard à plusieurs expositions de groupe, y compris le festival NordArt à Büdelsdorf en Allemagne. En août 2015, Joukov est parmi 10 artistes novateurs qui participent à un projet spécial de la sixième biennale d’art contemporain Panoptikum à Moscou. Il y présente sa nouvelle série Dentelles Russes, étude de la sémantique de symboles archaïques païens d’où résultent ses objets fondamentaux faits de fil de fer barbelé. En 2016, Sans titre et Dentelles Russes ont été présentés à l’exposition Steambaroque dans la grande salle d’exposition du Bâtiment d’écuries du Parc Kirov à Saint-Pétersbourg,,,. En été 2016, on a appris que les sculptures de la série Dentelles Russes feraient partie du parc de la culture russe appartenant à l’hôtel Château Gütsch à Lucerne, dont le propriétaire est Alexandre Lebedev.
Pour le festival ArchStoyanie 2016 qui se tient traditionnellement dans le parc Nikola-Lenivets dans l’oblast de Kalouga, Joukov a créé une sculpture Univers personnel no 5, cocon en métal de 1,5 tonne pour deux personnes qui couvrait le sujet d’« asile » annoncé par les curateurs du festival. Joukov a travaillé pendant 6 mois sur ce projet dans son atelier en Carélie. Afin de créer une œuvre multicouche nouée, les éléments de la construction ont été d’abord soudés par diffusion, ensuite chauffés à 1200 °C, forgés et exfoliés par divers instruments,,.
En 2016, un des ouvrages du projet Steambaroque / Baroque planant est devenu partie de la collection d’art contemporain du Musée russe et il a été installé dans la cour intérieure du Palais de marbre.

## Expositions

### Les expositions personnelles

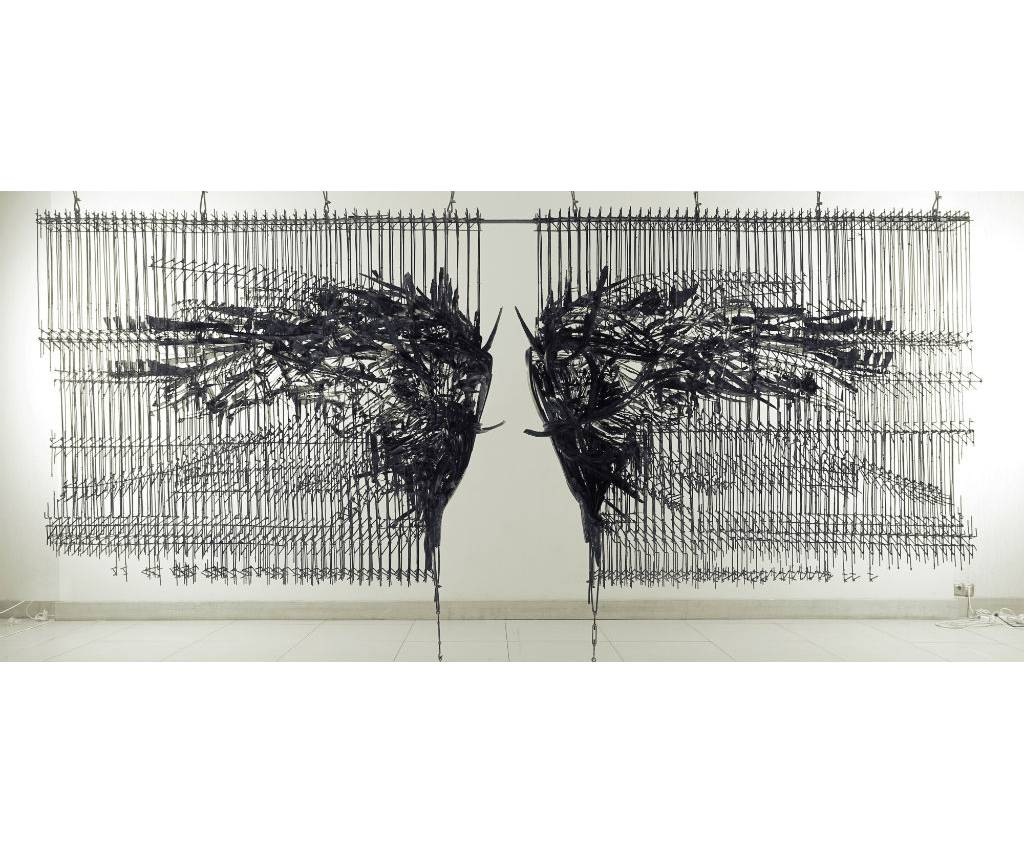
Sans titre. Acier, forgeage. 2014.

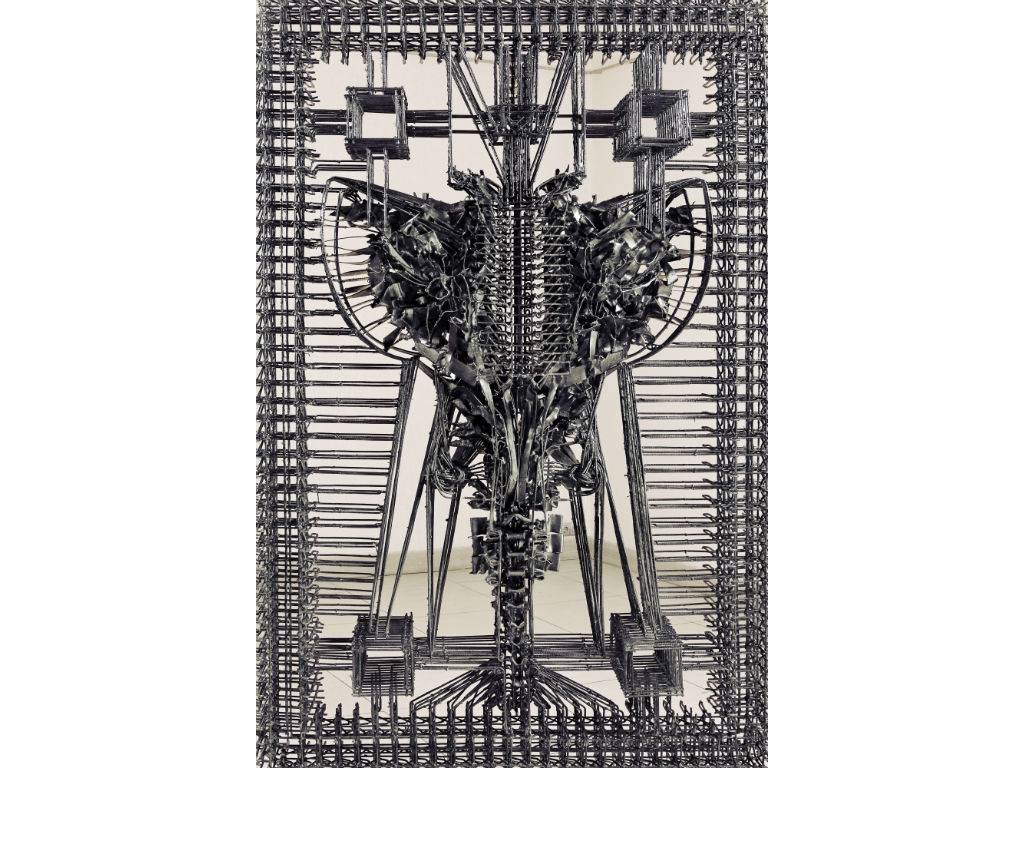
Taurus. Acier, forgeage. 2014.

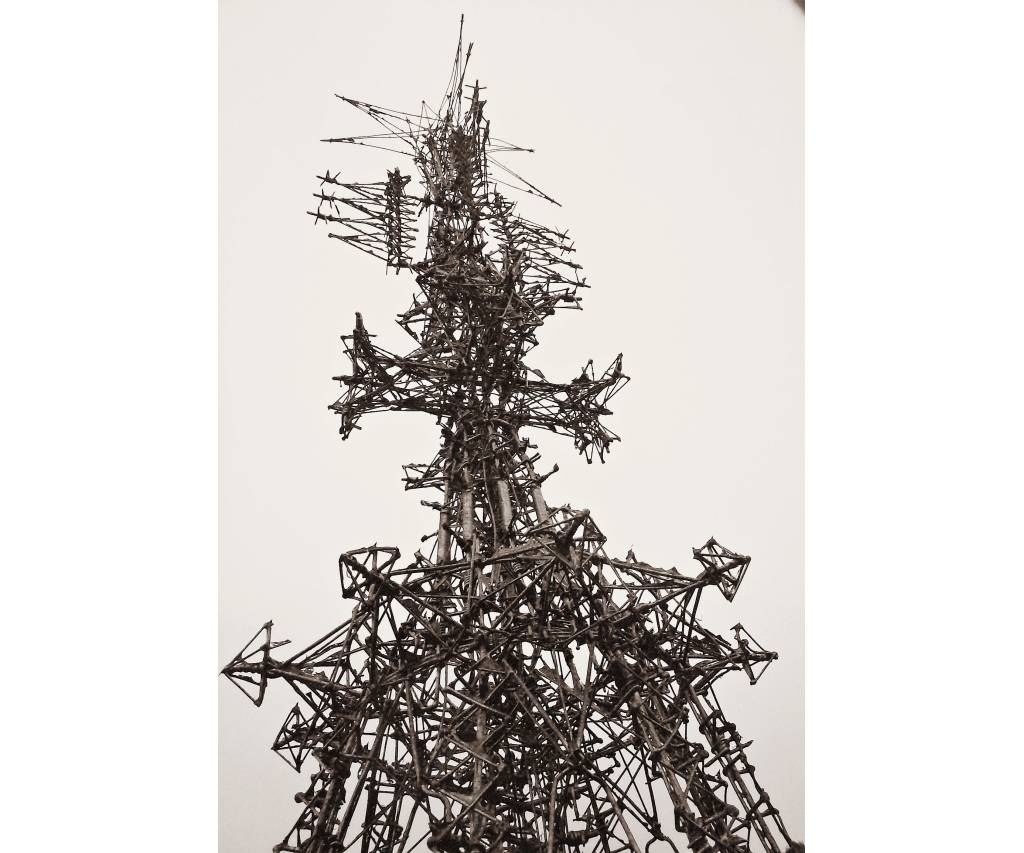
Dentelles Russes. Fil de fer barbelé. 2015.

- 2016 — Exposition Réversion, Centre d’art contemporain M’ARS, Moscou.
- 2016 — ArtHelsinki 2016, Helsinki, Finlande
- 2016 — Noms simples, synonymes choisis, Programme parallèle de la 5e biennale du jeune art à Moscou, Jardin Botanique de l’université d'État Lomonossov de Moscou
- 2016 — Projet Univers personnel no 5 pour le XIe festival international de land art ArchStoyanie[8]
- 2016 — Steambaroque/Baroque planant, Exposition collective de Dmitri Joukov et Vlad Koulkov, Parc Kirov à Saint-Pétersbourg[13]
- 2015 — Panoptikum, projet spécial pour la sixième biennale d’art contemporain à Moscou[2]
- 2015 — Crypte, Exposition de groupe supervisée par Vlad Koulkov, Philharmonie de Saint-Pétersbourg
- 2015 — Nord Art 2015, Büdelsdorf, Allemagne
- 2015 — Atelier de M.K. Anikuchin, filiale du Musée de la sculpture urbaine à Saint-Pétersbourg
- 2014 — Exposition personnelle Pour l’usage interne, galerieART re.FLEX, Saint-Pétersbourg
- 2011 — ArtHelsinki 2011, Helsinki, Finlande
- 2011 — Exposition Mouvement. Forme. Danse, Musée Russe de Saint-Pétersbourg
- 2010 — Projet Dysfashional, Centre de culture contemporaine Garage, Moscou
- 2010 — Nord Art 2010, Büdelsdorf, Allemagne
- 2009—2010 — Projet pour le Musée d’art contemporain Erarta, Saint-Pétersbourg[10]
- 2009 — Projet Hyperaugmentation, bibliothèque publique Maïakovski, Saint-Pétersbourg
- 2008 — Exposition collective ADN (sculpture par D. Joukov et peinture par A. Gorbounov), galerie ART re.FLEX, Saint-Pétersbourg
- 2008 — Première exposition personnelle P. P., galerie ART re.FLEX, Saint-Pétersbourg
- 2007 — Dialogues, Salle centrale d’exposition Manège, Saint-Pétersbourg
- 2007 — Atelier-2007, Musée d’art contemporain, Moscou
- 2007 — Exposition jeunesse à la Maison Centrale des peintres, Moscou
- 2006 — Exposition Épigraphe, galerie ART re.FLEX, Saint-Pétersbourg
- 2006 — Première session du jeune art, Musée de la sculpture urbaine, Saint-Pétersbourg
- 2004 — Arche, Salle centrale d’exposition Manège , Saint-Pétersbourg
- 2003—2005 — Expositions de l’Union des peintres, Saint-Pétersbourg

### Ouvrages dans les collections
Les ouvrages de Joukov sont présentés dans les collections du Musée Russe de Saint-Pétersbourg, du Musée d’art contemporain Erarta, sur le terrain du festival Archstoyanie dans le parc d’art Nikola-Lenivets. Ses sculptures ont été achetées par des collecteurs privés en Russie, en Allemagne, en Argentine, en Suisse et aux États-Unis,.